# Bostancı (Kadıköy)
Bostancı è una mahalle del distretto di Kadıköy, situata sul lato anatolico di Istanbul, in Turchia, sulla riva del Mar di Marmara. Essendo il quartiere più orientale del distretto di Kadıköy, confina con Suadiye e Kozyatağı (anch'esse mahalle di Kadıköy) a ovest, İçerenköy (un quartiere di Ataşehir) a nord e Altıntepe (un quartiere di Maltepe) a est.
Zona prevalentemente residenziale, Bostancı è un importante snodo di trasporto con fermate delle linee della metropolitana Marmaray e M4 e traghetti che la collegano con le Isole dei Principi nel Mar di Marmara. È generalmente considerato il punto di partenza di Bağdat Caddesi, la principale via dello shopping che arriva fino a Kadıköy.
Per la sua posizione sul mare, Bostanci possiede diversi ristoranti di pesce. È anche popolare come luogo di sosta per un fast food a tarda notte. Diversi posti rimangono aperti tutta la notte per servire le persone che tornano dai bar e dai club di Bağdat Caddesi.

## Storia
In epoca bizantina Bostanci era probabilmente chiamato Poleatikon. Quando gli imperatori tornavano dalle campagne in Anatolia, il capo della città li salutava qui e si pensa che qui ci fosse un palazzo per l'imperatore. Fino agli anni '80, dietro la stazione si trovava una colonna in marmo appartenente a una chiesa bizantina che si trovava nelle vicinanze della stazione. Mattoni bizantini sono stati trovati anche negli scavi effettuati durante la posa dei cavi ai margini di Bağdat Caddesi. I resti di un muro bizantino con contrafforti aggettanti erano visibili nel punto in cui il torrente Turşucu sfocia in mare, finché questo non è stato coperto. Gli ultimi resti del porto di Poleatikon sono stati distrutti durante la costruzione della strada costiera e il riempimento della costa tra il 1985 e il 1990.
Quando le forze omayyadi assediarono Costantinopoli (ora Istanbul) nel 718, la loro marina si rifugiò qui nel porto.
Durante il periodo ottomano, la strada principale che collegava la capitale all'Anatolia passava per Bostancı, che era il confine orientale della città. Qui fu stabilito un avamposto  (derbendi) dei Bostanji (un tipo di guardia imperiale, il cui nome letteralmente significa "giardiniere" in turco) dove potevano controllare gli ingressi e le uscite di Istanbul. Il quartiere ha preso il nome da questo avamposto.
Durante il periodo ottomano non c'erano insediamenti significativi nel quartiere di Bostancı. La rinascita del quartiere iniziò alla fine del XIX secolo, quando la ferrovia di Baghdad passò di qui. Durante la Prima Guerra Mondiale, anche le famiglie le cui case erano state bruciate nell'incendio di Cihangir (1916) migrarono qui e costruirono case o palazzi a seconda delle loro possibilità. Con la creazione di una struttura balneare a Suadiye, la zona acquistò maggiore vitalità e nella seconda metà degli anni '30 la linea tranviaria di Kadıköy fu prolungata fino a Bostancı. La linea del tram era a binario doppio fino a Çatalçeşme e poi singolo fino alla piazza del bazar e della stazione di polizia, che era il capolinea. Negli anni '50 le rotaie furono smantellate e rimosse. Il trasporto tranviario fino a questo punto ha svolto un ruolo fondamentale nello sviluppo del quartiere.
In generale, a partire dal 1930,  a Bostancı furono costruite ville a due piani lungo la costa, intorno alla ferrovia e a Bagdat Caddesi. A questo scopo, i giardini delle vecchie ville in legno furono lottizzati e i loro edifici demoliti. A Bostancı, che per molti anni era stata una località di villeggiatura, a partire dagli anni '80 queste ville sono state sostituite da edifici di appartamenti di 4 piani sulla costa, di 5 piani su entrambi i lati di Bağdat Caddesi e di 8-10 piani nelle aree rimanenti. Nel 1991 è stato inaugurato il Bostancı Show Centre, uno dei più grandi luoghi di spettacolo dell'Anatolia.
Durante la sistemazione urbanistica del periodo 1985-1995, quando fu aperta la strada costiera Kadıköy-Pendik, la baia e il molo di Bostancı furono riempiti, i vecchi ristoranti e palazzi sul mare rimasero all'interno, una parte significativa della piazza del molo divenne un parcheggio aperto, e il carattere e l'aspetto delle parti costiere del quartiere furono completamente cambiati.

## Monumenti e luoghi d'interesse
Il monumento storico più importante di Bostancı è il ponte del Bostancıbaşı Derbendi (ponte di Bostancıbaşı), che consentiva il passaggio della spedizioni e delle carovane attraverso il torrente Çamaşırcı, che divide in due l'insediamento. Un altro importante monumento antico di Bostancı era l'edificio in legno della stazione di polizia costruito sotto alcuni grandi alberi all'estremità occidentale del ponte, che fu probabilmente costruito durante il regno del sultano Mahmud II (1808-1839) sul sito dell'ex Bostancıbaşı Derbendi. Questa storica stazione di polizia è stata demolita per la costruzione dell'edificio del quartier generale della polizia presso la ferrovia, all'incrocio tra Bağdat Caddesi e Taşlıçeşme.
La Fontana di Mahmud II fu costruita nel 1831-32 sul sito di una fontana più antica. Nel 1988 è stata smantellata e ricollocata con la faccia rivolta verso il mare, il che non è in linea con il suo carattere. Un'altra importante opera antica di Bostancı è la Çatalçeşme sul lato di Bağdat Caddesi. Questo piccolo monumento, che è una delle più antiche fontane iscritte di Istanbul, è stato spostato nella sua posizione attuale nel 1947. 
La moschea di Bostancı è sorta alla fine del XIX secolo con l'inizio degli insediamenti e la necessità di una moschea nella zona. Essa fu costruita nel 1913 dal ministero dell'Evfak secondo il progetto del 1911 dell'architetto Ahmed Kemaleddin Bey (1870-1927) in quello che allora era un bazar.
A Bostancı la ferrovia proveniente da Haydarpaşa si avvicina al mare. Qui venne costruita una stazione dall'Amministrazione della Ferrovia di Baghdad. La stazione ferroviaria di Bostancı, in un tipico stile architettonico prussiano, è un edificio che merita di essere annoverato tra le opere più antiche del quartiere. Poiché Bostancı è il punto di collegamento più vicino alle isole e si trova in un punto in cui convergono sia l'autostrada che la ferrovia, nel 1912-13 fu costruito il molo di Bostancı, poiché si ritenne opportuno garantire le comunicazioni via mare da qui.

## Trasporti

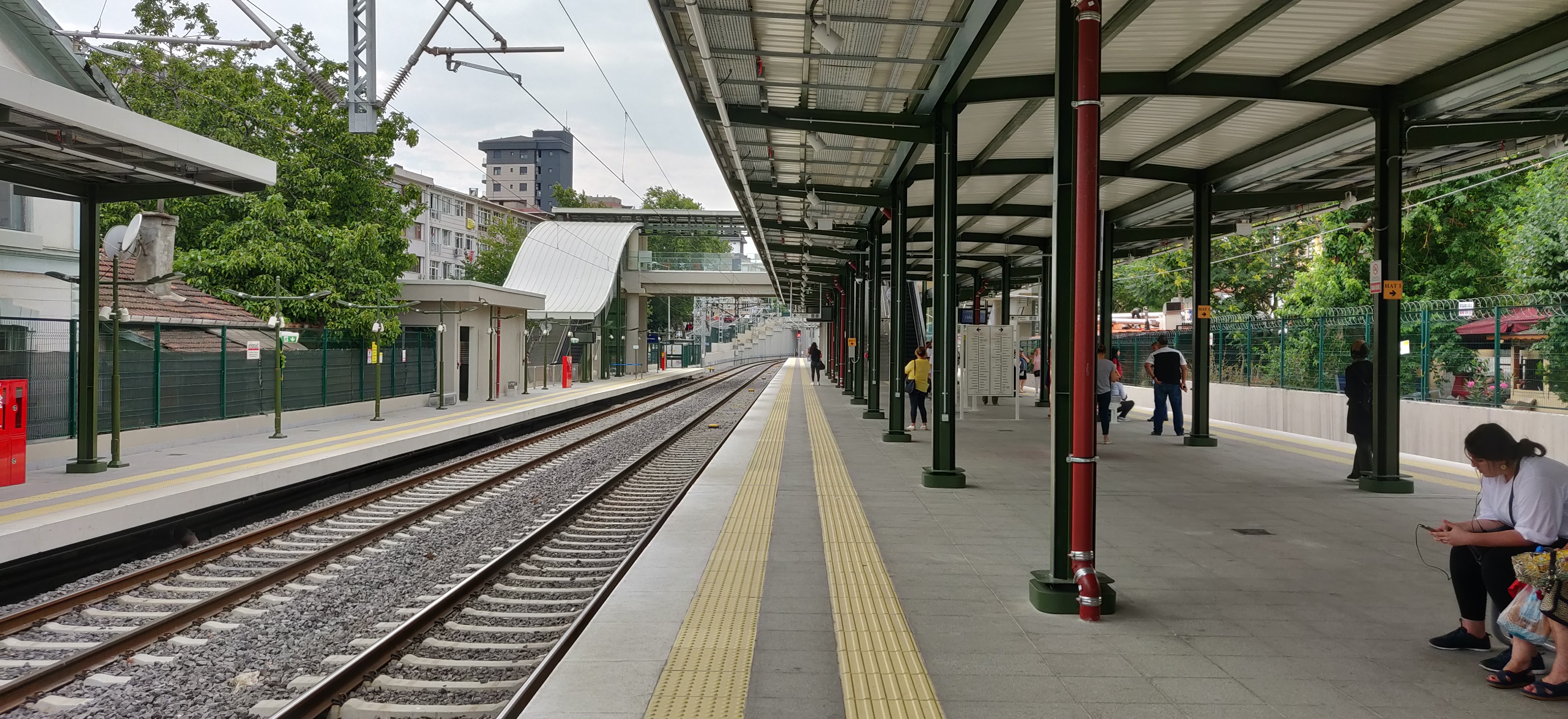
Stazione ferroviaria di Bostancı Marmaray

Da Bostancı si possono vedere cinque delle Isole dei Principi - Kınalıada, Burgazada, Heybeliada, Büyükada e Sivriada. Bostancı è anche un importante interscambio per la parte asiatica di Istanbul con numerosi autobus urbani, marittimi, traghetti per pendolari, treni e dolmuş. Tutti i treni intercity diretti in Anatolia si fermano alla stazione ferroviaria di Bostancı, che si trova di fronte all'omonimo molo. Inoltre nel quartiere ci sono fermate delle linee della metropolitana Marmaray e M4.